# Такаши Хирано
Такаши Хирано (јап. 平野 孝; 15. јул 1974) јапански је фудбалер.

## Каријера
Током каријере је играо за Нагоја Грампус, Токио Верди, Ванкувер вајткапси и многе друге клубове.

## Репрезентација
За репрезентацију Јапана дебитовао је 1997. године. Наступао је на Светском првенству (1998. године) с јапанском селекцијом. За тај тим је одиграо 15 утакмица и постигао 4 гола.

## Статистика
| Јапан  | Јапан   | Јапан  |
| Година | Наступи | Голови |
| ------ | ------- | ------ |
| 1997.  | 5       | 1      |
| 1998.  | 7       | 2      |
| 1999.  | 0       | 0      |
| 2000.  | 3       | 1      |
| Укупно | 15      | 4      |

## Трофеји

### Клуб
- Лига Куп Јапана (3): 1995., 1999., 2004.